# Panamerikamesterskabet i håndbold 2012 (mænd)
Panamerikamesterskabet i håndbold for mænd 2012 var det 15. panamerikamesterskab for mænd gennen tiden, og turneringen med deltagelse af ni hold blev afviklet arenaen Polideportivo de Almirante Brown i Buenos Aires, Argentina i perioden 18. – 24. juni 2012.
Mesterskabet blev vundet af værtslandet Argentina, som i finalen besejrede Brasilien med 22-21, og som dermed vandt panamerikamesterskabet i håndbold for mænd for anden gang i træk og femte gang i alt. Bronzemedaljerne gik til Chile, som vandt 37-27 over Uruguay i bronzekampen.
Ud over titlen som panamerikamester spillede holdende endvidere om tre ledige pladser ved VM i håndbold 2013 i Spanien, og de tre pladser gik til de tre medaljevindere, Argentina, Brasilien og Chile.

## Slutrunde

### Hold
Tekst mangler, hjælp os med at skrive teksten

### Indledende runde
De ni hold var inddelt i to grupper, hvor holdene spillede en enkeltturnering alle-mod-alle. De to bedste hold i hver gruppe gik videre til semifinalerne.

#### Gruppe A
| Dato  | Tid   | Kamp                  | Res.  | Pause |
| ----- | ----- | --------------------- | ----- | ----- |
| 18.6. | 18:00 | Argentina – USA       | 33–13 | 18-40 |
| 18.6. | 20:00 | Chile – Grønland      | 31–28 | 14-14 |
| 19.6. | 18:00 | Chile – Venezuela     | 34–25 | 20-13 |
| 19.6. | 21:00 | Grønland – Argentina  | 18–24 | 08-10 |
| 20.6. | 19:00 | USA – Venezuela       | 43–28 | 24-16 |
| 20.6. | 21:00 | Argentina – Chile     | 23–23 | 10-13 |
| 21.6. | 18:00 | Argentina – Venezuela | 47–15 | 27-70 |
| 21.6. | 20:00 | USA – Grønland        | 27–36 | 15-15 |
| 22.6. | 16:00 | Grønland – Venezuela  | 41–35 | 20-14 |
| 22.6. | 18:00 | USA – Chile           | 19–35 | 07-22 |

| Hold      | Kampe | Mål     | Point |
| --------- | ----- | ------- | ----- |
| Argentina | 4     | 127-690 | 7     |
| Chile     | 4     | 123-950 | 7     |
| Grønland  | 4     | 123-117 | 4     |
| USA       | 4     | 102-132 | 2     |
| Venezuela | 4     | 103-165 | 0     |

#### Gruppe B
| Dato  | Tid   | Kamp                 | Res.  | Pause |
| ----- | ----- | -------------------- | ----- | ----- |
| 19.6. | 14:00 | Paraguay – Brasilien | 11–39 | 04-23 |
| 19.6. | 16:00 | Uruguay – Mexico     | 26–13 | 15-40 |
| 20.6. | 15:00 | Paraguay – Uruguay   | 16–25 | 10-12 |
| 20.6. | 17:00 | Mexico – Brasilien   | 12–37 | 08-14 |
| 21.6. | 14:00 | Mexico – Paraguay    | 16–22 | 09-13 |
| 21.6. | 16:00 | Brasilien – Uruguay  | 42–16 | 19-90 |

| Hold      | Kampe | Mål     | Point |
| --------- | ----- | ------- | ----- |
| Brasilien | 3     | 118-390 | 6     |
| Uruguay   | 3     | 67-71   | 4     |
| Paraguay  | 3     | 49-80   | 2     |
| Mexico    | 3     | 41-85   | 0     |

### Semifinaler og finaler
Semifinalerne havde deltagelse af de fire hold, der sluttede på første- eller andenpladserne i grupperne i den indledende runde.
| Dato        | Tid   | Kamp                  | Res.  | Pause |
| ----------- | ----- | --------------------- | ----- | ----- |
| Semifinaler |       |                       |       |       |
| 23.6.       | 11:00 | Argentina – Uruguay   | 28–13 | 14-70 |
| 23.6.       | 13:00 | Brasilien – Chile     | 35–33 | 20-14 |
| Bronzekamp  |       |                       |       |       |
| 24.6.       | 13:00 | Uruguay – Chile       | 27–37 | 12-16 |
| Finale      |       |                       |       |       |
| 24.6.       | 11:00 | Argentina – Brasilien | 22–21 | 12-12 |

### Placeringskampe
Holdene, der sluttede på tredje-, fjerde- eller femtepladserne i grupperne i den indledende runde, spillede placeringskampe om 5.- til 9.-pladsen.
| Dato                        | Tid   | Kamp                | Res.  | Pause |
| --------------------------- | ----- | ------------------- | ----- | ----- |
| Kamp om 5.-pladsen          |       |                     |       |       |
| 23.6.                       | 15:00 | Grønland – Paraguay | 38-19 | 20-11 |
| Kampe om 7.- til 9.-pladsen |       |                     |       |       |
| 23.6.                       | 17:00 | Venezuela – Mexico  | 28–23 | 12-80 |
| 24.6.                       | 09:00 | USA – Mexico        | 33–17 | 15-10 |

### Samlet rangering
| Plac.  | Hold      |
| ------ | --------- |
| Guld   | Argentina |
| Sølv   | Brasilien |
| Bronze | Chile     |
| 4.     | Uruguay   |
| 5.     | Grønland  |
| 6.     | Paraguay  |
| 7.     | USA       |
| 8.     | Venezuela |
| 9.     | Mexico    |